# Wiraspelen
Wiraspelen är ett musikskådespel som uppförs på Isacs äng i Wira bruk som ligger c:a 25 kilometer norr om Åkersberga i Österåkers kommun. 
Wiraspelen har sedan 1985 blivit en tradition varje sommar i det gamla brukssamhället.
Wiraspelen utspelar sig på 1750-talet. De två smederna med Daniel och Nils i spetsen väntar på att Nils son, Erik ska avlägga sitt gesällprov.
Historiens huvudroll är dock den kvinnliga karraktären Kristina, sedan ombearbetningen av mansuskriptet 2021.
Ungefär 100 amatörskådespelare, dansare, sångare från trakten deltar tillsammans med professionella skådespelare och musiker.
Grundare av Wiraspelen är Björn Strand och den har skrivits av Leif Nilsson och tonsatts av Bo Hülphers. 